# 紀末成
紀 末成（き の すえなり）は、平安時代初期の貴族。大納言・紀古佐美の九男。官位は従四位上・越前守、贈正四位上。

## 経歴
幼い頃から理解が早くて賢く、書籍を博覧していた。延暦19年（800年）20歳にして仮に式部丞に抜擢され、これは異例のことであり、当時の議論となったが容認された。
弘仁元年（810年）薬子の変が発生している最中に従五位下に叙せられる。のち、伊予介・出雲守・常陸守・大和守・越前守と地方官を歴任する。越前守在任中には、同国の加賀郡について国府から遠く往還に不便で郡司や郷長が不法を働いても民が訴えることができずに逃散する、国司の巡検が困難との理由を上げ、建国の提案を行っている。これを受けて弘仁14年（823年）3月に太政官は符を下して越前国のうち加賀郡・江沼郡の二郡を分割して加賀国を建てて中国とした。また同年12月には大雪により加賀と平安京との往還が不能となったことから、存問渤海客使が停止され、代わりに加賀守の末成が渤海使の慰問を担当した。
なお、この間に弘仁10年（819年）従五位上、弘仁12年（821年）正五位下に昇叙されるなど、嵯峨朝末にかけて順調に昇進し、淳和朝初頭の天長元年（824年）には従四位上に至った。
天長2年12月4日（826年1月15日）卒去。享年45。最終官位は越前守従四位上。即日正四位上を追贈された。

## 人物
地方官を長く務めたが、首尾良く務め上げたとして知られた。しかし、一方でその名声には実が伴っておらず、長きを絶ちて短きを以て継ぐといったやり方で辻褄合わせをするような所があったという。

## 官歴
『六国史』による。
- 延暦19年（800年） 日付不詳：式部丞
- 時期不詳：正六位上
- 大同5年（810年） 9月10日：従五位下
- 時期不詳：伊予介。出雲守。常陸守。大和守。
- 弘仁10年（819年） 正月7日：従五位上
- 弘仁12年（821年） 日付不詳：正五位下
- 時期不詳：従四位下
- 弘仁14年（823年） 12月8日：見越前守
- 天長元年（824年） 6月28日：従四位上
- 天長2年（825年） 12月4日：卒去（越前守従四位上）、贈正四位上

## 系譜
- 父：紀古佐美[3]
- 母：不詳
- 生母不詳の子女
  - 男子：紀安麻呂[4]
  - 男子：紀安根[4] - 子孫は東大寺八幡宮神主・上司氏